# رضی‌آباد بالا
رضی‌آباد بالا، روستایی از توابع بخش مرکزی شهرستان شهریار در استان تهران ایران است.

## جمعیت
این روستا در دهستان رزکان قرار دارد و براساس سرشماری مرکز آمار ایران در سال ۱۳۸۵، جمعیت آن ۵٬۱۳۷ نفر (۱٬۲۵۶خانوار) بوده‌است.